# Lech Wojciech Haydukiewicz
Lech Haydukiewicz, ps. Szymon (ur. 10 stycznia 1915 w Orłowej, zm. 3 grudnia 1949 we Wrocławiu) – polski działacz narodowej demokracji.

## Życiorys
Był synem Józefa, działacza Stronnictwa Narodowego „Kwadrat”, oraz Zofii z Kwiatkowskich. Od 1933 działacz Stronnictwa Narodowego i Związku Akademickiego Młodzież Wszechpolska. W latach 1935–1936 prezes okręgu małopolskiego Młodzieży Wszechpolskiej.
W latach 1933–1939 studiował historię na Wydziale Filozoficznym Uniwersytetu Jagiellońskiego, od 1937 był jednocześnie asystentem-wolontariuszem w Katedrze Historii Nowożytnej u prof. Władysława Konopczyńskiego. 6 listopada 1939 został aresztowany wraz z profesorami Uniwersytetu Jagiellońskiego podczas Sonderaktion Krakau. Więzień obozu KL Sachsenhausen, następnie KL Dachau.

Zwolniony w 1940 powrócił do Krakowa, gdzie został kierownikiem konspiracyjnego Wydziału Organizacyjnego Zarządu Stronnictwa Narodowego. Od października 1945 członek Prezydium Zarządu Głównego Stronnictwa Narodowego.
Aresztowany w grudniu 1946, skazany na 15 lat więzienia. Był więziony kolejno w Warszawie na Mokotowie, we Wronkach i we Wrocławiu, gdzie zmarł.